# Beni Maouche
Beni Maouche (în arabă بنى معوش) este o comună din provincia Béjaïa, Algeria.
Populația comunei este de 13.412 locuitori (2008).